# Biston erilda
Biston erilda là một loài bướm đêm trong họ Geometridae.